# NGC 5000
NGC 5000 es una galaxia en la constelación de Coma Berenices (Cabellera de Berenices). Fue descubierta por William Herschelen 1785. Se conoce también como LEDA 45658, PGC 45658, etc.
Herschel descubrió esta galaxia gracias a la ayuda de un telescopio de 18,7 pulgadas. La galaxia es muy pequeña, irregular y débil.